# Morro do Chapéu
Morro do Chapéu este un oraș în statul Bahia (BA) din Brazilia.